# Virus cúm A/H1N2
Virus cúm A H1N2 (A/H1N2) là một phân nhóm của loài virus cúm A (thường gọi là virus cúm gia cầm). Virus cúm A/H1N2 hiện đang là bệnh đặc hữu ở cả người và lợn.
H1N1, H1N2 và H3N2 là các phân nhóm virus cúm A duy nhất được biết hiện đang lây lan ở loài người.
Virus này không gây bệnh nặng hơn các virus cúm khác và không có sự gia tăng bất thường nào trong hoạt động của cúm có liên quan đến nó.

## Lịch sử
Trong khoảng thời gian từ tháng 12 năm 1988 đến tháng 3 năm 1989, 19 phân lập virus cúm H1N2 đã được xác định tại 6 thành phố ở Trung Quốc, nhưng virus này không lây lan thêm.
A(H1N2) đã được xác định trong mùa cúm 2001 2001 (bán cầu bắc) ở Canada, Mỹ, Ireland, Latvia, Pháp, Romania, Oman, Ấn Độ, Malaysia và Singapore với sự bùng phát sớm nhất của virus xảy ra ở Ấn Độ Ngày 31 tháng 5 năm 2001.
Vào ngày 6 tháng 2 năm 2002, Tổ chức Y tế Thế giới (WHO) tại Geneva và Dịch vụ Phòng thí nghiệm Y tế Công cộng (PHLS) tại Vương quốc Anh đã báo cáo virus cúm A(H1N2) nhận dạng từ người ở Anh, Israel và Ai Cập.
Chủng Wisconsin A (H1N2) năm 2001 dường như là kết quả của việc tái tổ hợp các gen của các phân nhóm cúm A (H1N1) và A (H3N2) đang lưu hành.
Bởi vì protein hemagglutinin của virus tương tự như protein hiện tại virus A (H1N1) đang lưu hành và protein neuraminidase tương tự như virus A (H3N2) hiện tại, vắc-xin cúm theo mùa cần bảo vệ tốt chống lại virus cúm cũng như bảo vệ chống lại virus cúm A (H1N1) hiện đang lưu hành (H3N2) và virus cúm B.